# Emmanuel Claus
Emmanuel Claus (Bergen, 1784 - 1 december 1848) was advocaat, schepen en lid van het Belgisch Nationaal Congres.

## Levensloop
Claus, zoon van de intendant van prins de Ligne, werd licentiaat in de rechten en schreef zich in aan de balie van Bergen.
In 1820 werd hij gemeenteraadslid van deze stad en naar aanleiding van de revolutie werd hij in 1830 schepen. Hij werd ook verkozen als effectief lid van het Belgisch Nationaal Congres. Claus was voorstander van een aanhechting van België bij Frankrijk of minstens van een gemeenschappelijk staatshoofd. Toen dit niet haalbaar bleek, stemde hij zoals de meerderheid: voor de onafhankelijkheidsverklaring, voor de eeuwigdurende uitsluiting van de Nassaus, voor de hertog van Nemours als staatshoofd en voor Erasme Louis Surlet de Chokier als regent. Hij was in de korte tijd van zijn aanwezigheid tamelijk actief, met een dozijn tussenkomsten in openbare zitting. Op 30 maart bood hij zijn ontslag aan, met het excuus dat hij te veel werk had in Bergen.
In 1834 werd hij stafhouder in Bergen en bleef dit tot aan zijn dood. Hij was ook vrijmetselaar.